# プラザランド

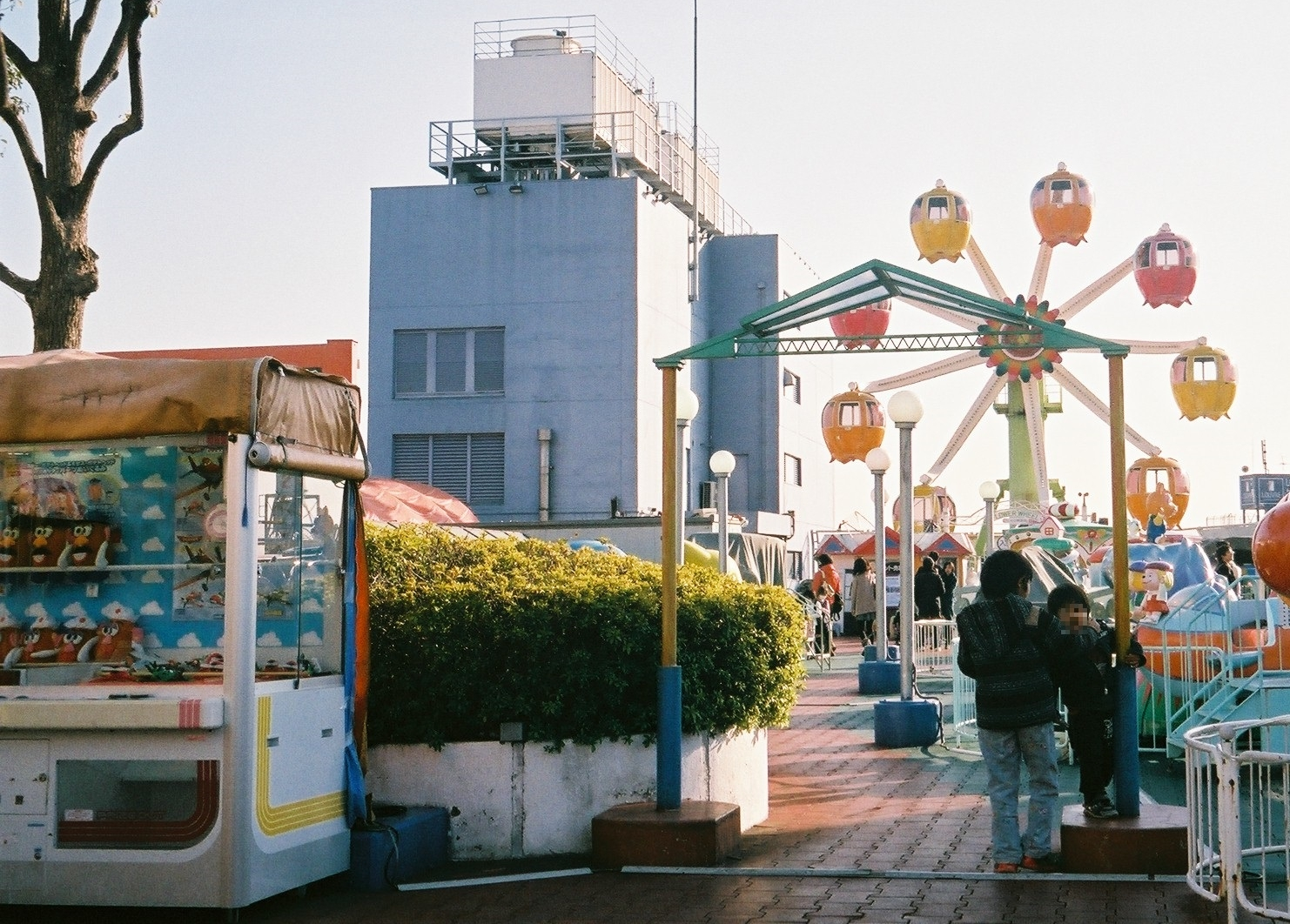
東急プラザ蒲田店屋上「プラザランド」

プラザランド（ぷらざらんど）は、株式会社ナムコによるショッピングセンター（SC）向け特化型開発を行った遊戯施設で、
過去に東急プラザ蒲田の屋上で営業を続けたが施設の再リニューアルのため2014年3月2日で一旦営業を終了した。

## 歴史
1988年から1992年にかけて株式会社ナムコにより企画・開発・事業化を着手した"ショッピングセンター(SC)向け特化型開発遊戯施設"に由来するアミューズメント事業形態の一つで、第一号店は1989年10月5日に埼玉県入間市・丸広百貨店屋上をリニューアルオープンした際の「ナムコランド」で第二号店は1989年10月27日にリニューアルオープンをした東急プラザ蒲田店屋上の「プラザランド」だった。なお、プラザランドの総工費は2億円（※1989年10月当時）で月商1000万円を目標としていた。ナムコがSC特化型開発遊戯施設を事業化した背景は、当時の時代変化と共に日本経済の上向き成長があった事とショッピングセンター（SC）を始めとした大型店・小型店の出店ラッシュに加えて同社が持つノウハウを「エンターテイメント性とコミュニケーション」を主軸とした形態で事業展開化しやすかった背景があった。

## プラザランドの特徴
1989年10月8日の東急プラザ蒲田店の全館リニューアルオープンに合わせて屋上遊戯施設を全面的に設備改修を行い、2,310平方メートル（約700坪）の敷地内を幼児・子供と家族連れに親しまれる牧歌的な植物の雰囲気とアーバンパーク風の特徴を取り入れた施設でオープンした。リニューアルオープン当初の営業時間は10:00-22:00、1999年から10:00-18:00の営業時間となった。オープンと同時に「うさぎのピピ」(女の子)、「うさぎのポポ」(男の子)、「オオカミのグレ太」(男の子)、「ねずみのチュー太」(男の子)の四体のオリジナルキャラクターが誕生し、屋上内でのミニイベントやミニショー、キャラクターグリーティングや握手会、写真撮影会などの様々なイベントで2013年まで活躍を続けた。

### プラザランドの料金体系
- バラチケット（100円でチケット1枚）
- 1000円券（1000円でチケット11枚綴り）
- 2000円券（2000円でチケット24枚綴り）※2000円券のみ「おまけ」が付属する特典があり、くじ引きが1回無料。

### プラザランドの主な遊戯施設
- グレ太の観覧車（高さ約12メートル、所要時間約2分30秒、6人乗りゴンドラを9基搭載、最大定員54人）
- ポポとピピのいたずら砦（幼児・子供用簡易アスレチック遊戯設備、10分間入れ替え制）
- チュー太の大冒険（軌間450ミリの電動駆動によるミニ汽車）
- ミニミニ縁日（5店舗構成、輪投げ、ボールトス、バスケット、サイコロゲームなどの幼児向け、子供向けミニ遊戯店）
- タクシー（2人乗りバッテリーカー形式、幼児・子供を乗せて従業員2名が機械操作と誘導運転を行った）
- フォトスポット（オリジナルキャラクターのピピ、ポポ、グレ太、チュー太と有料ポラロイド写真撮影が行えたミニ写真室）
- バッテリーカー（5台設置）
- 体感型ビデオゲーム（3台設置）
- ミニボウリング（一式設置）
- エアホッケーマシン（一式設置）
- プライズメダル遊戯設備、一般アーケード機（14台設置）
- 無料スペース（『うさぎとカメの徒競走』など、数種の幼児運動対応設備を設置）

### プラザランドの主なイベント
- ピピとポポ、グレ太とチュー太のぬいぐるみショー（屋上専用ステージにオリジナルキャラクターが出演、土日祝日、季節毎特定日に公演）
- ピピ、ポポ、グレ太の写真撮影会（フォトスポットでの有料写真撮影会、土日祝日、季節毎特定日に開催）
- ぬいぐるみバンドパレード（上記オリジナルキャラクターに加えて動物のぬいぐるみ数体が楽器の生演奏を実施した園内パレード）
- ピピとポポ、グレ太とチュー太のクリスマス（※季節イベント）

その他、季節毎のミニイベント（シーズンイベント）が夏季、冬季などに開催された。

## 屋上遊園地/ミニ遊園地の運営企業
- ナムコ

## 脚註
1. 1 2  『月刊アミューズメント産業』第214号（アミューズメント産業出版刊、1989年）

## 外部参考リンク
- 子供とお出かけ情報 - いこーよ
  - 過去の「プラザランド」(東急プラザ蒲田屋上プラザランド)に関する情報が参照できる。